# 廉政風雲 煙幕

廉政風雲煙幕團隊

《廉政風雲 煙幕》（英語：Integrity）是一部2019年香港懸疑犯罪片，由麥兆輝編劇及導演，黃偉亮任動作設計，劉青雲、張家輝及林嘉欣領銜主演，並由方中信、陳家樂、湯怡及常倩聯合主演，並由袁詠儀特別演出。《煙幕》是《廉政風雲》系列的首部曲，續作包括《內幕》（2023）及《黑幕》。
電影藍本是1994年的八十億元私煙案。此外，劉青雲與好友袁詠儀繼1993年《新不了情》，相隔26年後再度合作，首次扮演關係對立角色。

## 故事簡介
會計師許植堯（張家輝 飾）向廉政公署舉報香煙貿易集團賄賂海關的案件，廉政公署為此嚴重非法內銷行賄的案件調查多年。為了於開庭重審時必須再補足證據並帶回被告及證人，導致法庭延審一星期。廉政公署派遣總調查主任陳敬慈（劉青雲 飾）展開7天的辦案行動，以確保將許植堯帶回使案件順利重審。陳敬慈極力想把案中的幕後主腦揪出來，奈何上司只想......
然而在案件審訊前，首被告理達貿易集團的負責人陳超群竟棄保潛逃；次被告則是收賄的海關高級官員鍾嘉玲（袁詠儀飾）；掌握著重要證據的證人—理達貿易集團的前任財務總監許植堯就在出庭前神秘失蹤，隨後追查得知他逃到澳洲以躲避審訊。此時，廉政公署上級派遣另一總調查主任江雪兒（林嘉欣 飾）負責尋找證人，她趕赴澳洲盡力游說重要證人許植堯回港出庭作證。陳敬慈與江雪兒原是一對恩愛夫妻，如今卻已分居多時，二人為了案件不得不聯手合作。然而隨著距離審訊限期日漸迫近，跟案件相關的人士相繼離奇死亡，使案情煙幕重重，當中的線索逐一斷開...... 在抓捕陳超群和尋找許植堯的過程中，兩人都意外發現他們背後都隱藏著另一重身份....... 許植堯一邊向江雪兒提供線索，另一面逃避幕後主腦的追殺，但原來許植堯的神秘身份更是案情的關鍵！
一個謎團的解開是另一個謎團的開端，陳敬慈決心要揭開那重重煙幕，旨在抽出私煙買賣的幕後黑手！但其背後的陰謀遠遠超出所有人的想像，究竟煙幕籠罩下的真相在何方？

## 演員
| 演員   | 角色              | 備註 |
| 劉青雲 | 陳敬慈（King）    | 廉政公署總調查主任。江雪兒之丈夫，婚姻關係破裂，後復合。                                                                         |
| 張家輝 | 許植堯（Jack）    | 會計師。香煙集團賄賂海關一案重要證人，陳敬慈兒時及大學好友。患有先天性心律不整。最终在泳池与女儿玩捉迷藏之际于泳池心脏病发身亡。 |
| 林嘉欣 | 江雪兒（Shirley） | 廉政公署總調查主任，談判專家，負責尋找失蹤證人。陳敬慈妻，婚姻關係破裂，後復合。                                                 |
| 方中信 | 馬旭文            | 廉政公署首席調查主任，陳敬慈、江雪兒的上司。                                                                                     |
| 陳家樂 | Gary              | 廉政公署調查主任，陳敬慈下屬。                                                                                                   |
| 湯 怡  | 芷 晴             | 廉政公署調查主任，陳敬慈下屬。                                                                                                   |
| 常 倩  | Jenny             | 廉政公署調查主任，陳敬慈下屬。                                                                                                   |
| 周祉君 | 陸志華            | 廉政公署調查主任，陳敬慈下屬。                                                                                                   |
| 何遠東 | 羅文發 （文仔）   | 廉政公署調查主任，陳敬慈下屬。                                                                                                   |
| 龐雨濃 | 大隻仔            | 廉政公署調查主任，陳敬慈下屬。                                                                                                   |
| 林 威  | 陳超群            | 理達貿易集團行政總裁，第一被告（客串）                                                                                           |
| 吳岱融 | 高正文            | 第一被告陳超群辯方大律師（客串）                                                                                                 |
| 袁詠儀 | 鍾嘉玲            | 海關高級監督，港口及海域科總指揮官，涉及貪污被控，第二被告（客串）                                                               |
| 駱應鈞 | 呂偉龍            | 第二被告鍾嘉玲辯方大律師（客串）                                                                                                 |
| 吳浩康 | 幕後黑手          | 華南煙草公司太子爺（客串） |
| 張松枝 | 杜志明            | 陳敬慈和許植堯兒時住院的同房病友（客串）                                                                                         |
| 袁富華 | 葉永強            | 陳敬慈和許植堯兒時住院的同房病友，患絕症，被許植堯安排穿相同裝束滑雪，代其被滅口（客串）                                         |
| 黃文慧 | 黃姑娘            | 護士長，教訓及懲罰兒時住院的陳敬慈、許植堯、葉永強和杜志明當眾交換大便樣本（客串）                                               |
| 黃子雄 | Jonathan          | 律政司律師（客串） |
| 陳桂芬 | 董 官             | 負責香煙集團賄賂海關一案的法官（客串）                                                                                           |
| 陳炳銓 | David Chan        | Uber司機（客串） |
| 冼康正 | ICAC職員          | |

## 音樂
粵語版主題曲《活埋》
作曲、編曲：陳子龍，填詞：Basy，監製：馮翰銘
主唱：李克勤
國語版主題曲《混亂》
作曲、編曲：陳子龍，填詞：Basy，監製：馮翰銘
主唱：李克勤

## 票房
香港票房為$31,360,754，为2019年票房最高的港產片。中国大陆票房1.23亿人民币。
| 上一届： 《P風暴》 | 2019年香港一週票房冠軍 第16週 | 下一届： 《復仇者聯盟4：終局之戰》 |

## 奬項及提名
| 年度   | 颁奖典礼          | 奖项     | 姓名              | 结果 |
| ------ | ----------------- | -------- | ----------------- | ---- |
| 2020年 | 第3屆最港電影大獎 | 最港電影 | 《廉政風雲 煙幕》 | 提名 |
| 2020年 | 第3屆最港電影大獎 | 最港導演 | 麥兆輝            | 提名 |

## 取景
中環皇后像廣場、北角廉政公署總部大樓對出英皇道、赤鱲角香港國際機場、紅磡利工街

## 外部連結
- WMOOV上《廉政風雲 煙幕 （页面存档备份，存于）》的資料（中文）
- Yahoo奇摩電影上《廉政風雲 煙幕》的資料（繁體中文）
- 開眼電影網上《廉政風雲 煙幕》的資料（繁體中文）
- 雅虎香港電影上《廉政風雲 煙幕》的資料（繁體中文）
- 香港影庫上《廉政風雲 煙幕》的資料（繁體中文）
- 豆瓣电影上《廉政風雲 煙幕》的資料 （简体中文）
- 时光网上《廉政風雲 煙幕》的資料（简体中文）
- 互联网电影数据库（IMDb）上《廉政風雲 煙幕》的资料（英文）